# Daniel Lergon
Daniel Lergon (* 1978 in Bonn) ist ein deutscher Maler und Grafiker.

## Leben
Lergon studierte an der Universität der Künste Berlin bei Lothar Baumgarten und machte 2006 einen Meisterschülerabschluss.
In seiner kunst verwendet Lergon häufig transparente Lacke und synthetisches, retroreflektives Gewebe als Malgrund, welches das Licht in dieselbe Richtung zurückwirft, aus der es kommt. Die reduzierte Gestik der minimalistischen Kompositionselemente und das Zusammenspiel von immateriellem Licht und Oberflächenmaterial bilden die Schlüsselelemente seiner künstlerischen Ausdrucksweise. Je nach Betrachtungsposition erscheinen die Bilder matt oder leuchtend und changieren zwischen Flächigkeit und Räumlichkeit. Seine abstrakten Motive erinnern den Rezipienten oftmals an Formen, die in Zusammenhang mit Aufnahmen aus dem Makrokosmos (Universum und Weltraum) und Mikrokosmos (Zellen und Mikroorganismen) bekannt sind.

## Einzelausstellungen
- 2024 Flow, Daniel Lergon and Marcin Olekszy, Museum Sztuki, Łodz
- 2022 Umbra, Galerie Christian Lethert, Köln
- 2019 Charged, Kunstverein Wiesen, Wiesen
- 2019 Crimson, Galerie Christian Lethert, Köln
- 2016 Multimono, Galerie Christian Lethert, Köln
- 2015 Eigengrau, Galerie Christian Lethert, Köln
- 2013 Potential Eisen, Galerie Christian Lethert, Köln
- 2011 Antumbra, Galerie Christian Lethert, Köln
- 2010 Lapetos, Kunstverein Mönchengladbach, Mönchengladbach
- 2009 Metall, Galerie Christian Lethert, Köln
- 2008 Nimbi, Galerie Christian Lethert, Köln
- 2007 Ultra, Kunstverein Schloss Morsbroich, Leverkusen
- 2006 Octave, Galerie Christian Lethert, Löln

## Gruppenausstellungen
- 2024 Nicht viel zu sehen. Wege der Abstraktion 1920 bis heute, Von der Heydt-Museum, Wuppertal
- 2020 We aim to live, Contemporary Art from the Zuzāns Collection, Zuzeum Art Centre, Riga
- 2018 Ijacking,https://www.kulturzentrum-faust.de/kunsthalle-faust/archiv/kunsthalle-faust/ijacking.html, Hannover
- 2018 CO/LAB, Torrance Art Museum, Los Angeles
- 2017 Mirror, Mirror on the wall, Kunsten – Museum of Modern Art, Aalborg
- 2016 Suckstract, Kunstverein Weiden, Weiden
- 2016 Suckstract, Kunstverein Konstanz, Konstanz
- 2013 In the Studio, Kunsthalle Athen, Athen
- 2013 Himmel auf Erden, 20 + 21. Jahrhundert, Von der Heydt-Museum, Wuppertal
- 2011 Jetzt. Sammlung, Von der Heydt-Museum, Wuppertal
- 2010 Farbe in der zeitgenössischen Kunst, Kunstverein Gießen, Gießen
- 2006 Maleri uden grænser, Esbjerg Kunstmuseum, Denmark